# 艾哈迈德·亚萨维

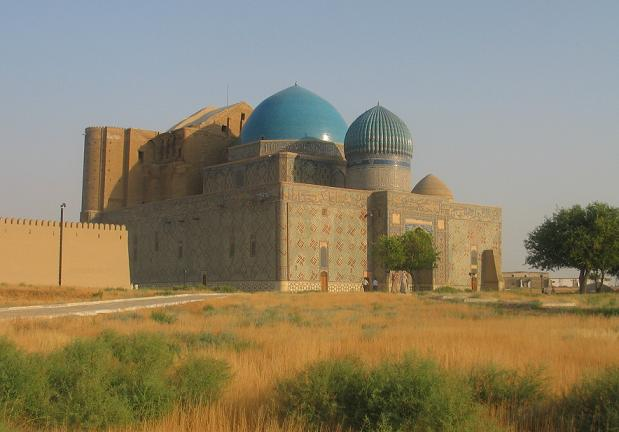
霍贾·艾哈迈德·亚萨维陵墓.

艾哈邁德·亞薩维（1090年代1093年?—1167年），突厥蘇非派主義者，他是使中亞突厥人信仰伊斯蘭教的重要推手。
他是在十一世紀末出生在賽拉木-伊斯費伽布（今哈萨克斯坦塞蘭），他父親易卜拉欣據稱是哈里發阿里的後人，母親名卡拉恰伊。他曾經著作一本詩集名為“大智之書”，說了一些修道原則，最重要的兩點是禁欲主義與恭順。他為方便突厥人，使用突厥語傳教，也與突厥文化調適，使突厥人信仰的其實是突厥化的伊斯蘭教。哈薩克人信仰的其實是阿薩維派伊斯蘭教。
他死後，門徒組織教團(塔里卡)，在伏爾加河至中国新疆也有他們的足跡。他的麻札被稱為突厥人的耶路撒冷。